# Yayah Kallon
Yayah Kallon (Koidu, 30 de junio de 2001) es un futbolista sierraleonés que juega como delantero y su equipo es el Casertana F. C. de la Serie C de Italia, cedido por el Hellas Verona.

## Trayectoria
En 2018 fichó por el Savona de la Serie D, después de  haber probado en Virtus Entella. El 22 de mayo de 2021, debutó profesionalmente con el Genoa C. F. C. en la victoria por 1-0 en la Serie A ante el Cagliari Calcio. El 13 de agosto de 2021 anotó su primer gol con el Genoa, en la victoria por 3-2 de la Copa Italia ante el Perugia Calcio.
El 26 de agosto de 2022 se incorporó al Hellas Verona F. C. cedido con obligación de compra.

## Clubes
| Club                            | País   | Año       | Partidos | Goles |
| ------------------------------- | ------ | --------- | -------- | ----- |
| Savona                          | Italia | 2018-2019 | 18       | 0     |
| Genoa C. F. C.                  | Italia | 2021-2023 | 18       | 1     |
| Hellas Verona F. C. (cedido)    | Italia | 2022-2023 | 22       | 1     |
| Hellas Verona F. C.             | Italia | 2023-act. | 1        | 0     |
| S. S. C. Bari (cedido)          | Italia | 2024      | 14       | 0     |
| U. S. Salernitana 1919 (cedido) | Italia | 2024-2025 |          |       |
| Casertana F. C. (cedido)        | Italia | 2025-act. |          |       |